# Global Metal
Global Metal is een documentairefilm uit 2008 geregisseerd door Sam Dunn tezamen met Scot McFadyen. Net als voorganger Metal: A Headbanger's Journey volgt de film Dunn, een Canadese antropoloog, die een heavymetalfan is sinds zijn twaalfde. Global Metal richt zich vooral op de globalisering van de heavy metal en de beleving van metalmuziek door bands en fans in niet-Westerse culturen.
De film ging in première tijdens het Bergen International Film Festival op 17 oktober 2007, en had beperkte vertoning in filmtheaters in juni 2008.

## Bezochte landen
In de loop van de film bezoekt Dunn zeven landen die niet gerekend worden tot de 'traditionele' metallanden. Dit zijn:
- Brazilië, Rio de Janeiro en São Paulo
- Japan, Tokio
- India, Mumbai en Bangalore
- China, Peking
- Indonesië, Jakarta
- Israël, Jeruzalem
- Verenigde Arabische Emiraten, Dubai

## Interviews
Een groot deel van de film bestaat uit interviews met bekende metalmuzikanten als Bruce Dickinson (Iron Maiden), Lars Ulrich (Metallica), Tom Araya (Slayer) en Max Cavalera (Sepultura), maar ook veel minder bekende metalmuzikanten en -fans uit de bezochte landen komen aan het woord.